# Lietuvos Fizinio Lavinimosi Sąjunga Kaunas

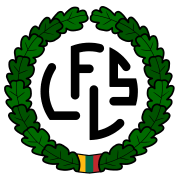

Il Lietuvos Fizinio Lavinimosi Sąjunga Kaunas o LFLS Kaunas è stata una società calcistica lituana con sede nella città di Kaunas.

## Storia
La società fu fondata nel 1919, e vide tra i suoi primi giocatori quattro lituani, quattro tedeschi, un inglese, un ebreo ed un serbo.
LFLS Kaunas vinse quattro titoli di Lietuvos Lyga durante il periodo tra le due guerre mondiali, inclusi i primi due campionati lituani disputati, nel 1922 e 1923. Il club vinse il suo quinto ed ultimo titolo nel 1942. Il club si dissolse nel 1945.

## Palmarès[1]

### Competizioni nazionali
- Campionato lituano: 5

1922, 1923, 1927, 1932, 1942

### Altri piazzamenti
- Campionato lituano:

Secondo posto: 1933, 1934, 1936
Terzo posto: 1936-1937